# Vanity (utwór)
„Vanity” – utwór muzyczny amerykańskiej piosenkarki i autorki tekstów Lady Gagi, wydany w charakterze ekskluzywnego singla promocyjnego 4 listopada 2008 roku. Jest to dance- i glam-popowa piosenka, która opowiada o narcyzmie celebrytów. Piosenkarka wykonywała tę piosenkę w 2010 roku, podczas trasy koncertowej The Monster Ball Tour. Cover piosenki, zaśpiewany przez Hanover Swain, znalazł się na ścieżce dźwiękowej filmu Bestia.

## Geneza i wydanie
„Vanity” zostało napisane przez Gagę, Roba Fusariego i Toma Kafafiana, a wyprodukowane zostało przez Roba. Utwór jest utrzymany w stylu dance- oraz glam-popu inspirowanymi glam rockiem i jazzem lat 70. XX wieku. Piosenkarka śpiewa w nim o narcyzmie celebrytów oraz o najlepszej imprezie, na której była w Nowym Jorku.
Utwór początkowo został upubliczniony na profilu piosenkarki w serwisie MySpace w 2006, a później został wydany jako singel promocyjny, ekskluzywnie w sklepie internetowym Napster. Piosenka miała się pojawić w debiutanckim albumie Gagi, The Fame, ale jednak tak się nie stało z powodu teatralnego wydźwięku tego utworu.

## Odbiór krytyczny

Lady Gaga wykonująca „Vanity” podczas trasy koncertowej The Monster Ball Tour, wrzesień 2010.

Richard S. He z Vulture opisał utwór jako „nieciekawym glam-popowym utworem, który nie ukazuje całego potencjału piosenkarki”. Alim Kheraj z Billboard napisał, że utwór „przedstawia kierunek, w który piosenkarka poszła wraz z albumem Joanne” oraz „muzycznie łączy glam rock i jazz lat 70. – połączenie, którego mogła podjąć się tylko Gaga”. Później również wspomniał, że „jeśli «Vanity» było zbyt jazzowe dla The Fame, wtedy «Blueberry Kisses» powinno być bonusowym utworem w Cheek to Cheek”.

## Wystąpienia na żywo i covery
Gaga wykonywała „Vanity” podczas swojej drugiej trasy koncertowej, The Monster Ball Tour, w 2010 roku. Przed występem, Gaga zawsze powtarzała, że napisała tę piosenkę o najlepszej imprezie, na której była w Nowym Jorku. Podczas występu, piosenkarka była ubrana w fioletowe bikini i żółtą perukę. Cover piosenki, który zaśpiewała Hanover Swain, został uwzględniony na liście utworów ścieżki dźwiękowej filmu Bestia z 2011 roku.

## Lista utworów
| Digital download | Digital download | Digital download |
| Nr               | Tytuł utworu     | Długość          |
| ---------------- | ---------------- | ---------------- |
| 1.               | „Vanity”         | 2:57             |
|                  |                  | 2:57             |

## Personel
- Lady Gaga – wokale, tekst
- Rob Fusari – tekst, produkcja
- Tom Kafafian – tekst

Źródło:.

## Historia wydania
| Obszar            | Data             | Format           | Wytwórnia      | Przypis |
| ----------------- | ---------------- | ---------------- | -------------- | ------- |
| Cały świat        | 2006             | digital download | wydanie własne | [ 3 ]   |
| Stany Zjednoczone | 4 listopada 2008 | digital download | Interscope     | [ 2 ]   |